# قبلة اشتباك
قبلة اشتباك هو مسلسل أنمي ياباني من إنتاج أيه-1 بكتشرز وتأليف فومياكي ماروتو صدر في يوليو 2022.